# Otobe
Otobe (japanska: 乙部町?, Otobe-chō) är en landskommun (köping) i Hokkaido prefektur i Japan. 